# Kasteel Rozengaard
Kasteel Rozengaard, ook wel Rozengoed, Rosgoed of Cluttenleen genoemd, was een Valkenburgs leengoed te Brunssum

## Geschiedenis
Daniël I Hoen erfde de Bovenste en Onderste Hof in Brunssum van zijn vader. Dit goed stond bekend als het Rosgoed, ook wel Rozengaard genaamd. Dit goed, aan de kyrcke van Brunssum gelegen, ging als bruidsschat over aan Jan II van Werst die rond 1445 huwde met Margaretha Hoen van Spaubeek. Jan II verhief het goed, dat bestond uit een huisweide gelegen bij de kerk van Brunssum en nog 11 bunder land, twee bunder akkerland en een bunder beemd als Valkenburgs leengoed op 1 december 1470.
Het kasteel ging later over in handen van de adellijke familie Clutt, waardoor het ook bekend werd als Cluttenleen, om vervolgens in eigendom over te gaan naar de adellijke familie de Vos. Het geslacht de Vos sloopte het kasteel in het begin van de 17e eeuw (vermoedelijk in 1648). De eigenaren gingen vervolgens over naar Kasteel Op Genhoes.
Het kasteel lag op een terrein dat omsloten wordt door de Hoogenboschweg, de Pastoor Hagenstraat en de Schinvelderstraat. In 1976 is het kasteel opgegraven en onderzocht.

## Trivia
- In Brunssum zijn twee wijken naar dit kasteel genoemd: de wijk Rozengaard en de wijk Nieuwe Rozengaard.